# NGC 6252
NGC 6252 (również PGC 58456) – galaktyka spiralna (S), znajdująca się w gwiazdozbiorze Małej Niedźwiedzicy. Odkrył ją William Herschel 1 stycznia 1802 roku.